# BreizhGo
 (février 2025).
BreizhGo est le réseau de transport en commun de la région Bretagne. Lancé en septembre 2018 en remplacement des réseaux départementaux existants (Ti'Bus, Penn-ar-Bed, Illenoo et TIM), et en y intégrant le réseau TER BreizhGo et les liaisons maritimes vers les îles, le réseau BreizhGo reprend l'ensemble des anciennes lignes des anciens réseaux départementaux.

## Historique
Le nom BreizhGo désigne à l'origine le calculateur d'itinéraires intermodal lancé par la région Bretagne en 2010.
Le 1er septembre 2017, dans le cadre de la loi NOTRe qui transfère des départements aux régions l'organisation des transports interurbains réguliers et scolaires, la région Bretagne récupère de facto le statut d'autorité organisatrice de la mobilité aux différents départements de la région, sans pour autant procéder à la fusion immédiate des réseaux,.
Cette fusion prend effet sous la marque BreizhGo en septembre 2018, le calculateur intermodal est quant à lui renommé Mobibreizh afin d'éviter tout risque de confusion.
À partir de 2020 la région accélère l'unification effective dues différents réseaux — chacun des anciens réseaux départementaux ayant jusqu'à présent conservé sa numérotation des lignes, ses tarifs, etc. — et généralise la livrée BreizhGo à l'ensemble des autocars, bateaux et rames automotrices Regio 2N.

### Rénovation des trains
En 2021, la région Bretagne entreprit la rénovation des rames automotrice Z21500 ou ZTER, avec le changement de livrée TER en BreizhGo et la rénovation intérieure a l'image des Regio 2N. En 2024, ce sera au tours des rames AGC d'être rénovée.

### Transition énergétique

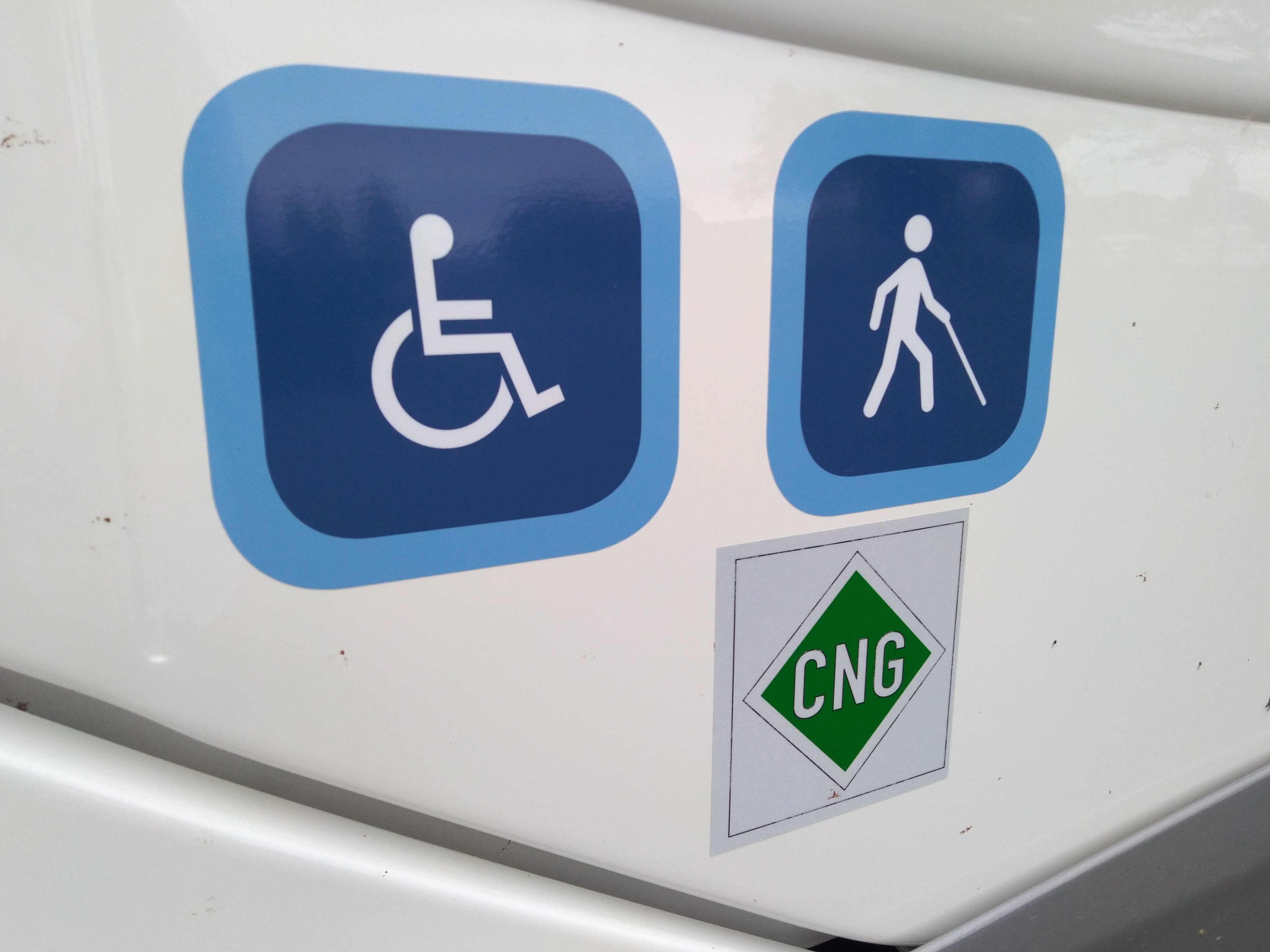
Logo CNG, indiquant les cars roulants au gaz.

À la rentrée de septembre 2018, un car roulant au gaz naturel (GNV) a été testé sur le réseau. Il est le tout premier autocar de lignes régulières au gaz à rouler en Bretagne. Au niveau urbain, la ville de Quimper utilisait déjà ce type de carburant. Ce véhicule était un Scania Interlink LD et a coûté 285 000 €. Il roulait sur la ligne Rennes ↔ Bain-de-Bretagne ↔ Grand-Fougeray, puis la ligne Rennes ↔ Janzé ↔ Retiers dans l'Ille-et-Vilaine. Il est aujourd'hui toujours en circulation avec quatre autres autocars du même modèle arrivés en 2020 pour un investissement de 1,25 M€,,,.
En janvier 2022, Transdev récupère la ligne Pontivy ↔ Loudéac ↔ Rennes et choisit d'équiper cette ligne de car roulant au gaz naturel avec des Iveco Crossway au nombre de cinq. Deux véhicules sont ainsi testés dès le début de l'année, puis trois autres y seront intégrés en juillet.
À noter que la région Bretagne implante de plus en plus de station au gaz naturel. Son ambition est de produire localement du biogaz.

## Le réseau

### Présentation

Carte de la région Bretagne.

Le réseau est composé de lignes de TER, de navettes maritimes, de lignes régulières d'autocars, ainsi que de services de transport à la demande (TAD) et plusieurs centaines de lignes scolaires.
BreizhGo dessert les quatre départements de la région Bretagne : les Côtes-d'Armor, le Finistère, l'Ille-et-Vilaine et le Morbihan. Le réseau régional voit la majorité de ses lignes partir des villes les plus peuplées (Rennes, Brest, Quimper, Lorient, Vannes, Saint-Brieuc et Saint-Malo) puis sont ensuite reliées aux moyennes et petites communes de chaque département : le réseau dessert donc environ 3 millions d'habitants.

### Les lignes

#### Lignes ferroviaires

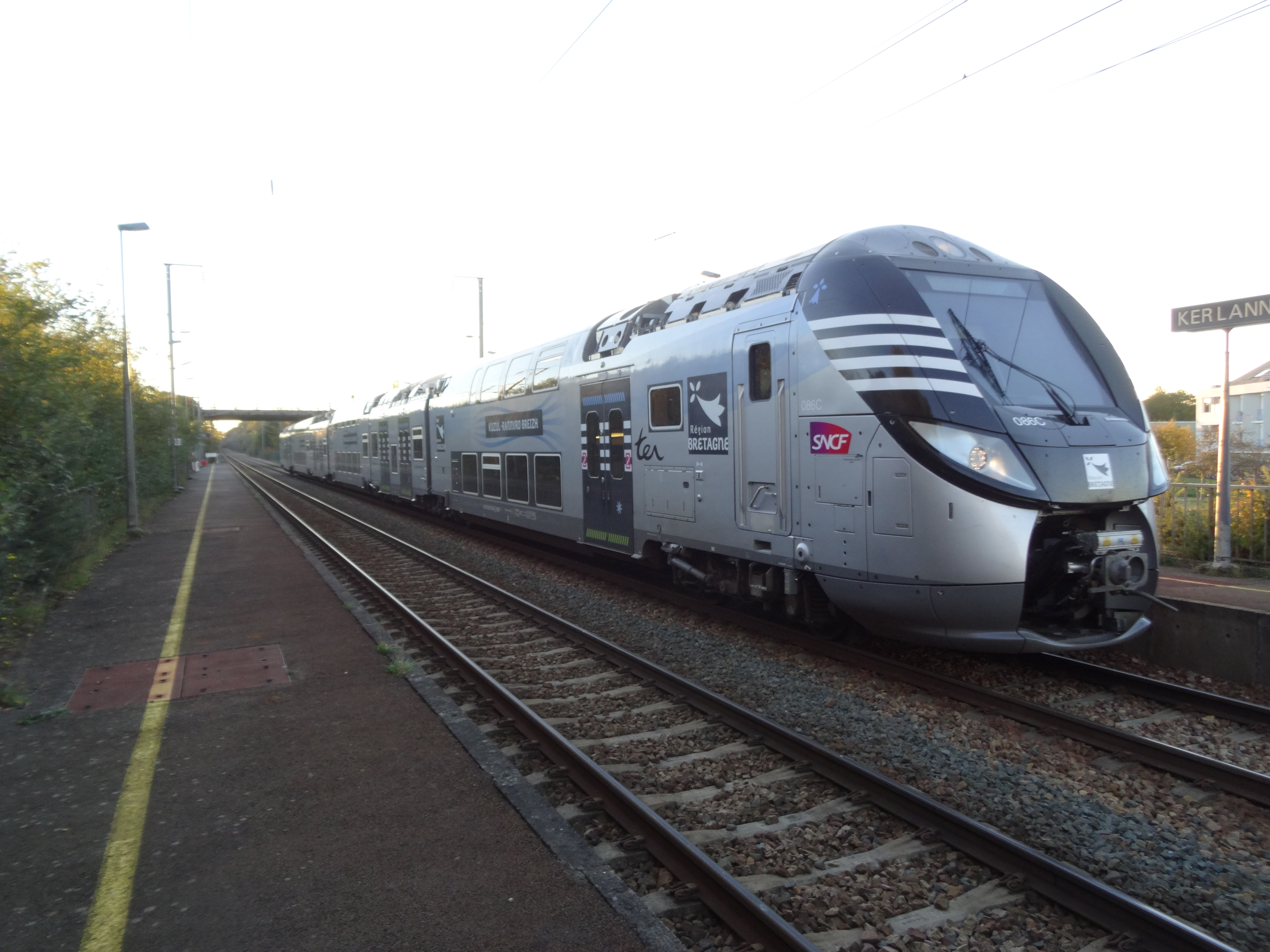
Un Regio 2N avec la livrée BreizhGo.

L'ensemble des lignes ferroviaires régionales ouvertes au trafic voyageurs, est aujourd'hui exploité par la SNCF sous l'organe BreizhGo, et les offres de fidélité tarifaire du réseau y sont applicables. Les trains en service et les automates de vente de billets arborent la livrée BreizhGo et assurent l'ensemble de l'offre quotidienne en termes de transport fer intra-régional.

#### Lignes routières

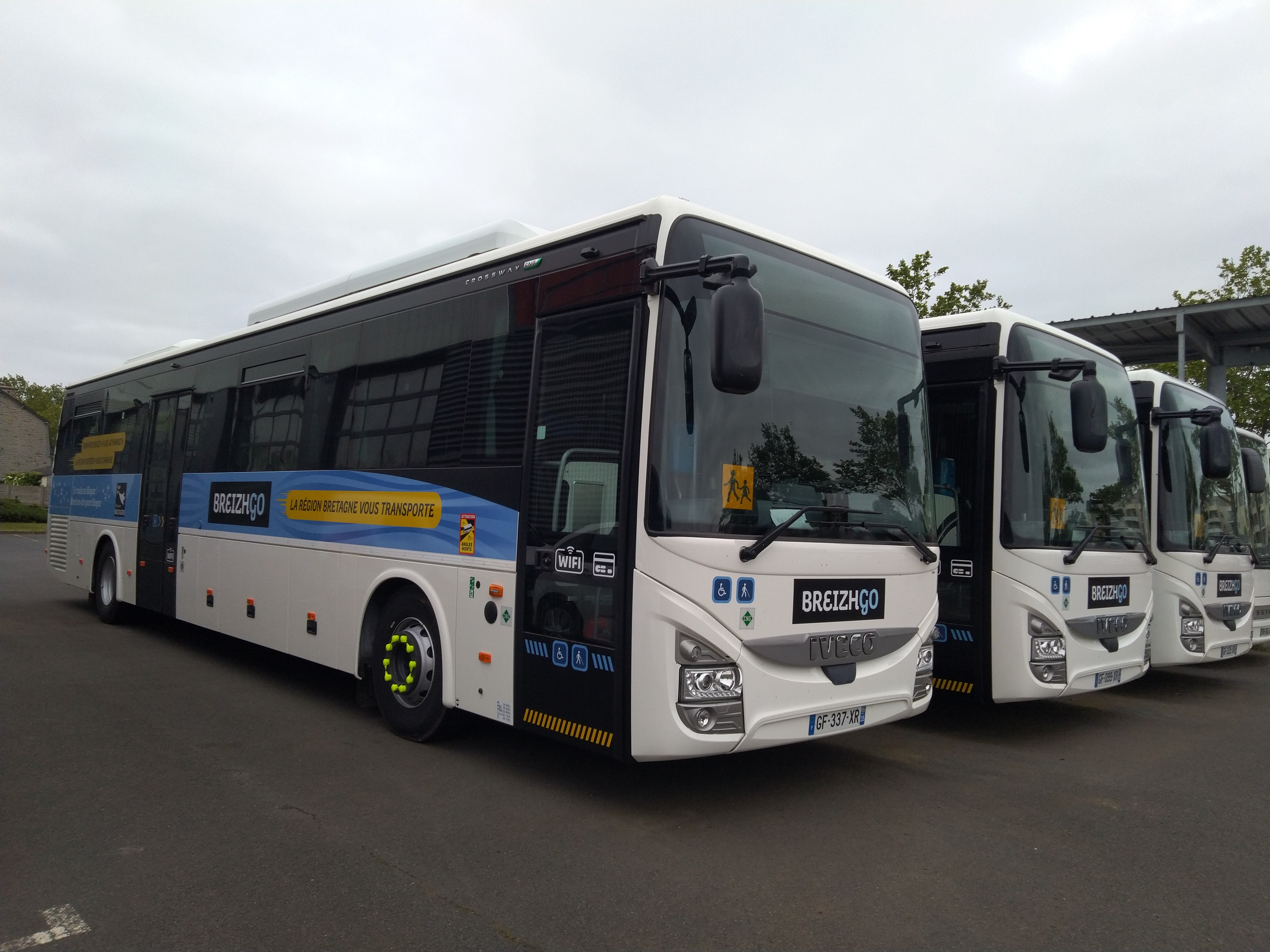
Des Iveco Crossway du réseau BreizhGo, roulants au gaz.

Le réseau routier BreizhGo est composé de deux principales familles de lignes :
- les lignes routières interurbaines : ces types de lignes permettent de relier ensemble les principales villes de chaque département de la Bretagne à des villes de moyenne et de petite tailles ayant un réel besoin de transport (exemple de la ligne entre Saint-Brieuc et Erquy). Auparavant, les quatre départements disposaient de leurs propres réseaux interurbains indépendants. Les quatre réseaux ont fusionné en 2018.
  - Réseau BreizhGo des Côtes-d'Armor (25 lignes) ;
  - Réseau BreizhGo du Finistère (47 lignes) ;
  - Réseau BreizhGo de l'Ille-et-Vilaine (28 lignes) ;
  - Réseau BreizhGo du Morbihan (15 lignes).

- les lignes routières interdépartementales : ces types de lignes sont moins courantes que les précédentes et traversent plusieurs départements. Elles permettent ainsi la desserte des grandes aux moyennes villes de la région, n'ayant pas de sections ferroviaires (exemple de la ligne entre Rennes et Pontivy). Elles remplacent aujourd'hui les anciennes lignes d'autocars TER.

Chacune de ces lignes est exploitée par une ou plusieurs entreprises de transport choisies par la région via un appel d'offres d'une durée de sept ou huit ans.
L'unification de la numérotation commence le 8 décembre 2024 dans le Finistère, se poursuit le 5 juillet 2025 en Ille-et-Vilaine et se terminera en septembre 2025 dans les autres départements,. Elle consiste à ajouter un chiffre rappelant le numéro du département (2 pour 22, 9 pour 29, 5 pour 35, 6 pour 56) au numéro existant, tandis que les transports à la demande auront un numéro à 4 chiffres.

#### Liaisons maritimes

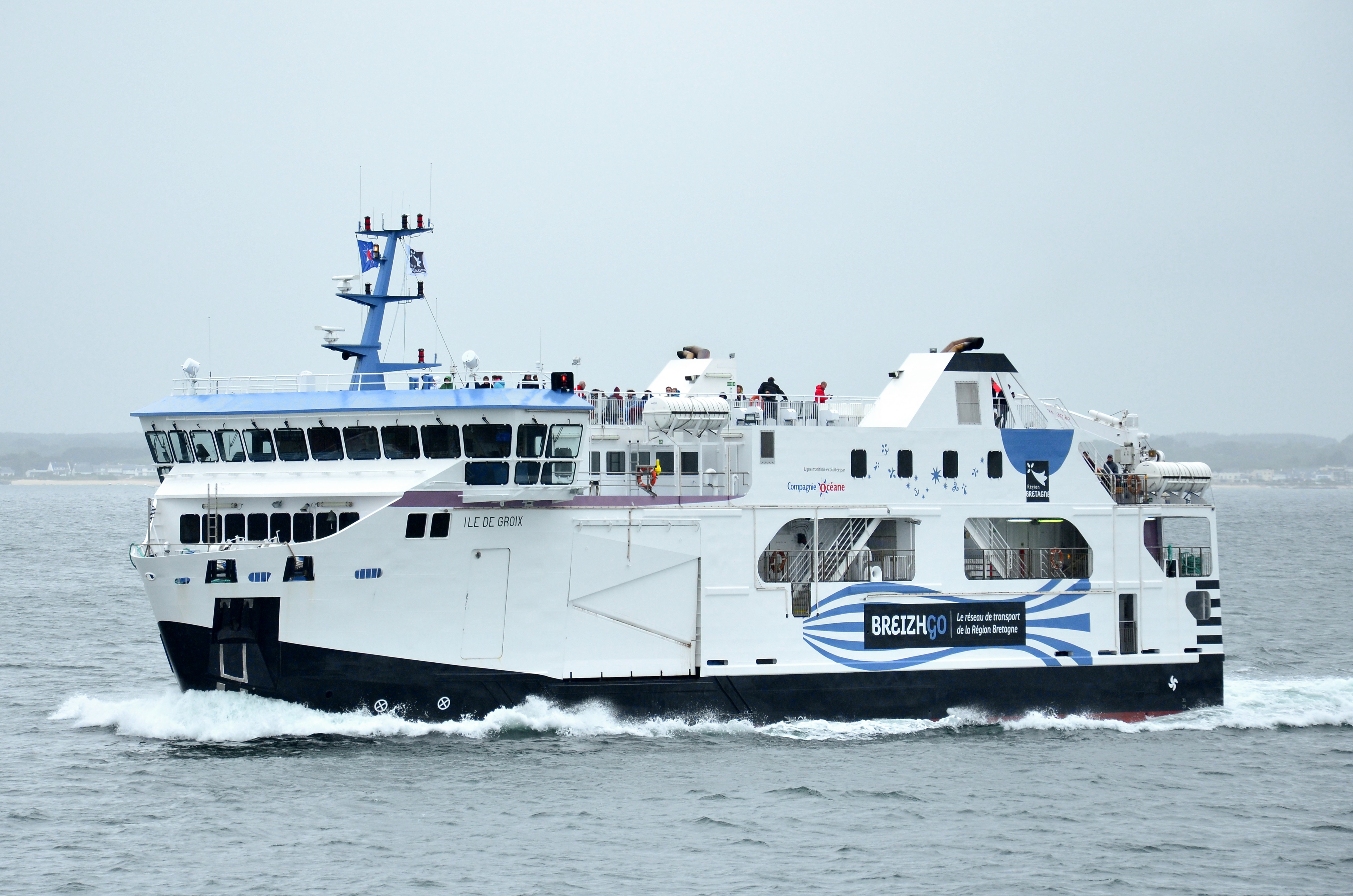
Navire Ile de Groix ici dans le Morbihan.

Les liaisons maritimes sont effectuées pour le compte de BreizhGo au travers de délégations de service public (DSP). La région Bretagne, à travers le réseau BreizhGo, assure la desserte maritime quotidienne de passagers de toutes ses îles, sauf pour l'Île-de-Batz.
La Compagnie Océane, filiale de Transdev, exploite les liaisons maritimes du secteur de Lorient et Quiberon :
- Groix
- Belle-Île-en-mer
  - Le Palais
  - Sauzon
- Houat et Hœdic

La Compagnie Penn Ar Bed, filiale de Keolis, exploite les liaisons maritimes du secteur Ouest du Finistère :
- Ouessant
- Molène
- Île de Sein

##### Lignes exploitées par les Vedettes de Bréhat
| Ligne                                       | Caractéristiques | Caractéristiques                            | Caractéristiques                            | Caractéristiques                            | Caractéristiques                            | Caractéristiques                              | Caractéristiques                            | Caractéristiques                            | Caractéristiques                            |
| Direct                                      | Direct | Direct                                      | Direct                                      | Direct                                      | Direct                                      | Direct                                        | Direct                                      | Direct                                      | Direct                                      |
| Direct                                      | Ploubazlanec ⥋ Île de Bréhat | Ploubazlanec ⥋ Île de Bréhat                | Ploubazlanec ⥋ Île de Bréhat                | Ploubazlanec ⥋ Île de Bréhat                | Ploubazlanec ⥋ Île de Bréhat                | Ploubazlanec ⥋ Île de Bréhat                  | Ploubazlanec ⥋ Île de Bréhat                | Ploubazlanec ⥋ Île de Bréhat                | Ploubazlanec ⥋ Île de Bréhat                |
| ------------------------------------------- | --- | ------------------------------------------- | ------------------------------------------- | ------------------------------------------- | ------------------------------------------- | --------------------------------------------- | ------------------------------------------- | ------------------------------------------- | ------------------------------------------- |
| Direct                                      | Ouverture / Fermeture — / — | Longueur —                                  | Durée 10 min                                | Nb. d’arrêts 2                              | Matériel Kéhops Bréhatine Enez Vriad        | Jours de fonctionnement L, Ma, Me, J, V, S, D | Jour / Soir / Nuit / Fêtes O / O / N / O    | Voy. / an —                                 | Transporteur Vedettes de Bréhat             |
| Direct                                      | Desserte : - Villes et lieux desservies : Ploubazlanec, Île de Bréhat - Stations et gares desservies : Embarcadère de Ploubazlanec, Île de Bréhat                                                                                                   |                                             |                                             |                                             |                                             |                                               |                                             |                                             |                                             |
| Direct                                      | Autre : Des relations touristiques, comprenant un tour de l'île, sont aussi disponibles |                                             |                                             |                                             |                                             |                                               |                                             |                                             |                                             |
| Direct                                      | Dernière actualisation : — |                                             |                                             |                                             |                                             |                                               |                                             |                                             |                                             |
| Bréhat depuis Erquy                         | Bréhat depuis Erquy | Bréhat depuis Erquy                         | Bréhat depuis Erquy                         | Bréhat depuis Erquy                         | Bréhat depuis Erquy                         | Bréhat depuis Erquy                           | Bréhat depuis Erquy                         | Bréhat depuis Erquy                         | Bréhat depuis Erquy                         |
| Bréhat depuis Erquy                         | Erquy ⥋ Île de Bréhat |                                             |                                             |                                             |                                             |                                               |                                             |                                             |                                             |
| Bréhat depuis Erquy                         | Ouverture / Fermeture — / — | Longueur —                                  | Durée 90 min                                | Nb. d’arrêts 2                              | Matériel Kéhops, Bréhatine, Enez Vriad      | Jours de fonctionnement Me, V                 | Jour / Soir / Nuit / Fêtes O / N / N / O    | Voy. / an —                                 | Transporteur Vedettes de Bréhat             |
| Bréhat depuis Erquy                         | Desserte : - Villes et lieux desservies : Erquy, Île de Bréhat - Stations et gares desservies : Nouveau port d'Erquy, Île de Bréhat |                                             |                                             |                                             |                                             |                                               |                                             |                                             |                                             |
| Bréhat depuis Erquy                         | Autre : Ceci étant une relation principalement touristique, le départ du bateau n'est pas assuré si moins de 30 passagers sont présents |                                             |                                             |                                             |                                             |                                               |                                             |                                             |                                             |
| Bréhat depuis Erquy                         | Dernière actualisation : — |                                             |                                             |                                             |                                             |                                               |                                             |                                             |                                             |
| Bréhat depuis Saint-Quay-Portrieux et Binic | Bréhat depuis Saint-Quay-Portrieux et Binic | Bréhat depuis Saint-Quay-Portrieux et Binic | Bréhat depuis Saint-Quay-Portrieux et Binic | Bréhat depuis Saint-Quay-Portrieux et Binic | Bréhat depuis Saint-Quay-Portrieux et Binic | Bréhat depuis Saint-Quay-Portrieux et Binic   | Bréhat depuis Saint-Quay-Portrieux et Binic | Bréhat depuis Saint-Quay-Portrieux et Binic | Bréhat depuis Saint-Quay-Portrieux et Binic |
| Bréhat depuis Saint-Quay-Portrieux et Binic | Binic-Étables-sur-Mer ⥋ Île de Bréhat |                                             |                                             |                                             |                                             |                                               |                                             |                                             |                                             |
| Bréhat depuis Saint-Quay-Portrieux et Binic | Ouverture / Fermeture — / — | Longueur —                                  | Durée 45 min                                | Nb. d’arrêts 3                              | Matériel Kéhops Bréhatine Enez Vriad        | Jours de fonctionnement Ma, J, V              | Jour / Soir / Nuit / Fêtes O / N / N / O    | Voy. / an —                                 | Transporteur Vedettes de Bréhat             |
| Bréhat depuis Saint-Quay-Portrieux et Binic | Desserte : - Villes et lieux desservies : Binic-Étables-sur-Mer, Saint-Quay-Portrieux, Île de Bréhat - Stations et gares desservies : Binic-Étables-sur-Mer, Saint-Quay-Portrieux, Île de Bréhat                                                    |                                             |                                             |                                             |                                             |                                               |                                             |                                             |                                             |
| Bréhat depuis Saint-Quay-Portrieux et Binic | Autre : - Ceci étant une relation principalement touristique, le départ du bateau n'est pas assuré si moins de 30 passagers sont présents - Une partie des relations commencent/se terminent à Saint-Quay-Portrieux, et non à Binic-Étables-sur-Mer |                                             |                                             |                                             |                                             |                                               |                                             |                                             |                                             |
| Bréhat depuis Saint-Quay-Portrieux et Binic | Dernière actualisation : — |                                             |                                             |                                             |                                             |                                               |                                             |                                             |                                             |

##### Ligne exploitée par les Bateaux-bus du Golfe
| Ligne      | Caractéristiques | Caractéristiques   | Caractéristiques   | Caractéristiques   | Caractéristiques   | Caractéristiques                              | Caractéristiques                         | Caractéristiques   | Caractéristiques                  |
| Vannes-Arz | Vannes - Ile d'Arz | Vannes - Ile d'Arz | Vannes - Ile d'Arz | Vannes - Ile d'Arz | Vannes - Ile d'Arz | Vannes - Ile d'Arz                            | Vannes - Ile d'Arz                       | Vannes - Ile d'Arz | Vannes - Ile d'Arz                |
| Vannes-Arz | Vannes ⥋ Ile d'Arz | Vannes ⥋ Ile d'Arz | Vannes ⥋ Ile d'Arz | Vannes ⥋ Ile d'Arz | Vannes ⥋ Ile d'Arz | Vannes ⥋ Ile d'Arz                            | Vannes ⥋ Ile d'Arz                       | Vannes ⥋ Ile d'Arz | Vannes ⥋ Ile d'Arz                |
| ---------- | --- | ------------------ | ------------------ | ------------------ | ------------------ | --------------------------------------------- | ---------------------------------------- | ------------------ | --------------------------------- |
| Vannes-Arz | Ouverture / Fermeture — / — | Longueur —         | Durée 30 min       | Nb. d’arrêts 3     | Matériel —         | Jours de fonctionnement L, Ma, Me, J, V, S, D | Jour / Soir / Nuit / Fêtes O / O / N / O | Voy. / an —        | Transporteur Bateaux-bus du Golfe |
| Vannes-Arz | Desserte : - Villes et lieux desservies : Vannes, Séné, Île d'Arz - Stations et gares desservies : Gare Maritime de Vannes, Port de Séné Barrarac'h, Île d'Arz |                    |                    |                    |                    |                                               |                                          |                    |                                   |
| Vannes-Arz | Autre : |                    |                    |                    |                    |                                               |                                          |                    |                                   |
| Vannes-Arz | Dernière actualisation : — |                    |                    |                    |                    |                                               |                                          |                    |                                   |

- Ligne de fret exploitée par SARL Transport de Fret - Barge François André[15] :
  - Roscoff ↔ Île de Batz (seulement pour le transport de marchandises).

### Gares routières et pôle d'échanges
Les grandes villes sont pour la plupart dotées de gares routières accueillant l'ensemble des lignes routières concentrées autour d'elles : Rennes, Vannes, Saint Malo, Saint Brieuc, Brest, Quimper et Lorient sont ainsi chacune dotées d'une ou de plusieurs gares routières.

### Intermodalité

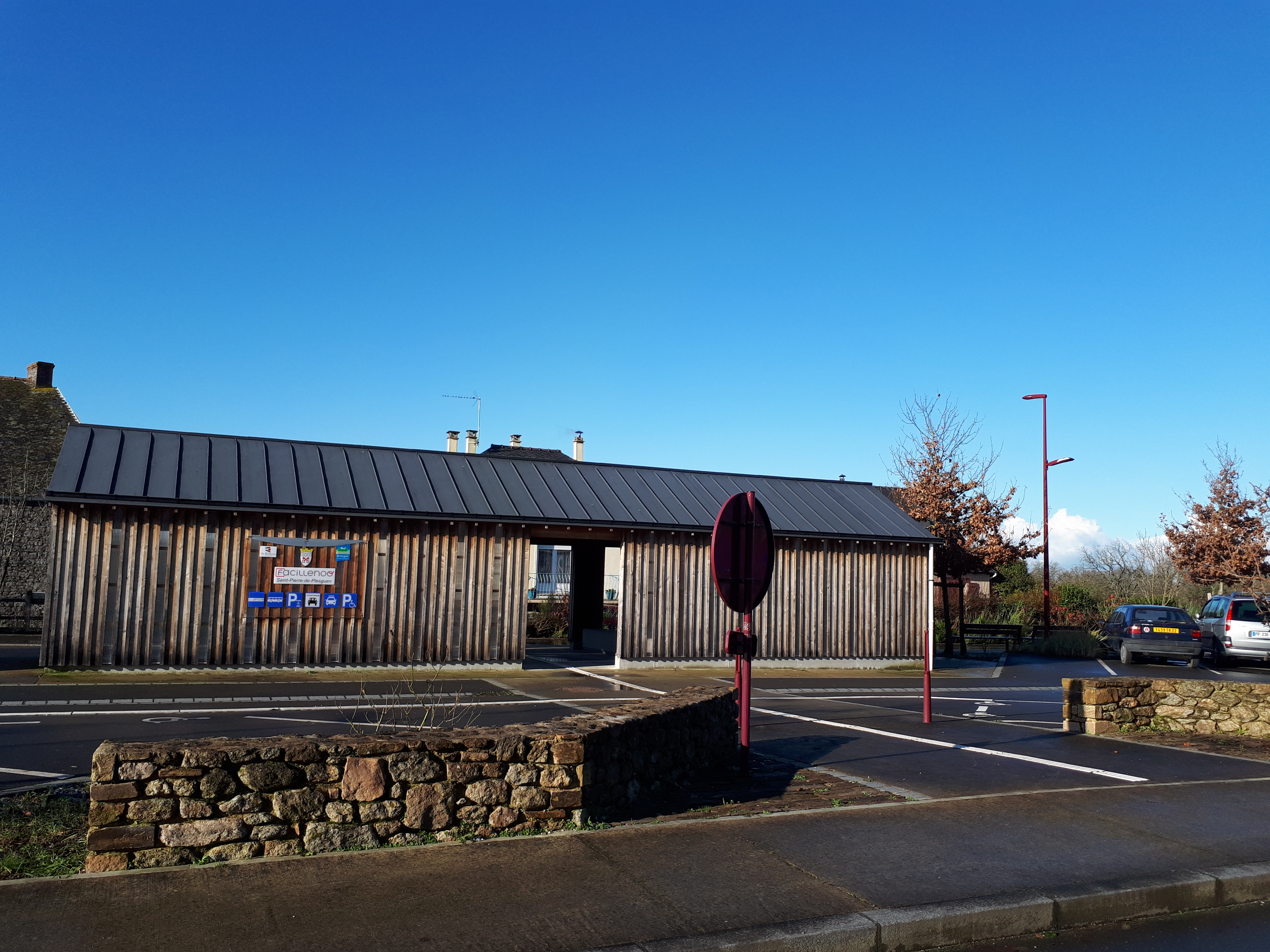
Arrêt Facillenoo de Saint-Pierre-de-Plesguen

Les différents modes de transport disponibles : route urbaine, route interurbaine, métro à Rennes, train régional, train national, TGV et bateau ; sont concentrés autour des pôles multimodaux permettant des correspondances rapides aux voyageurs. Ces pôles sont en général concentrés autour des gares ferroviaires et les abonnements tarifaires BreizhGo y sont appliqués le cas échéant.
En Ille-et-Vilaine, des arrêts de haute qualité, dénommés par la suite arrêt de connexion intermodale Facillenoo, ont été aménagés dans les communes où la fréquentation est importante « pour faciliter l’utilisation du réseau dans un esprit intermodal (réseaux locaux, vélo, covoiturage...) aux principaux pôles d’échange »,.
Dans le cas du Finistère, sur certains arrêts à Roscoff, Saint-Pol-de-Léon, Henvic et Morlaix, la prise en charge des vélos est permise.

### Identité visuelle

#### Logos
Le réseau BreizhGo n'utilise qu'un logo depuis son lancement en 2018. Cependant, ce logo peut être utilisé et modifié selon le type de transport (autocar, train, bateau...).

Logo général.
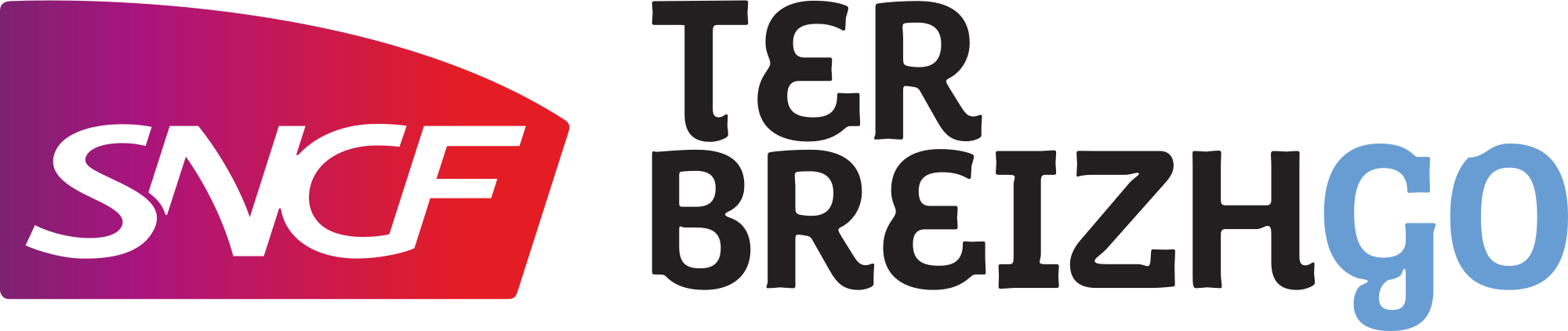
Logo des trains TER.
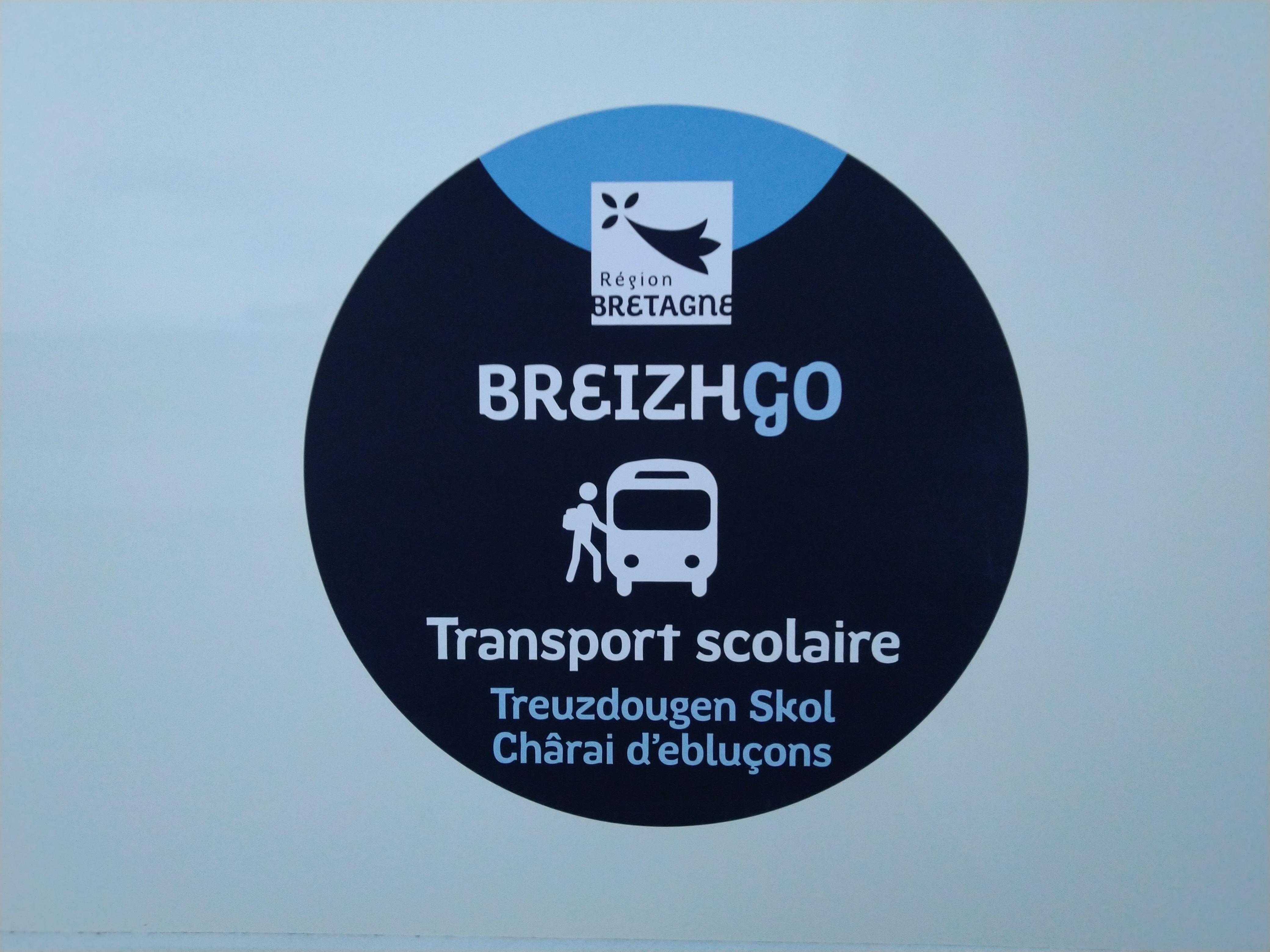
Logo des cars de transport scolaire.

#### Livrée des véhicules
Le réseau BreizhGo a une seule livrée. Les cars de la ligne régionale Nord-Sud (Saint-Brieuc ↔ Vannes/Lorient) ont cependant une déco aux tons plus pâles car étant ils ont servi de test, ce sont les premiers véhicules du réseau à porter la livrée BreizhGo[source secondaire souhaitée]. Les autocars recevant la livrée après 2021 disposent d'inscriptions en breton et en gallo[source secondaire souhaitée].
En juin 2021 sur la Bretagne, huit véhicules ont été entièrement pédiculé pour le Tour de France[source secondaire souhaitée].

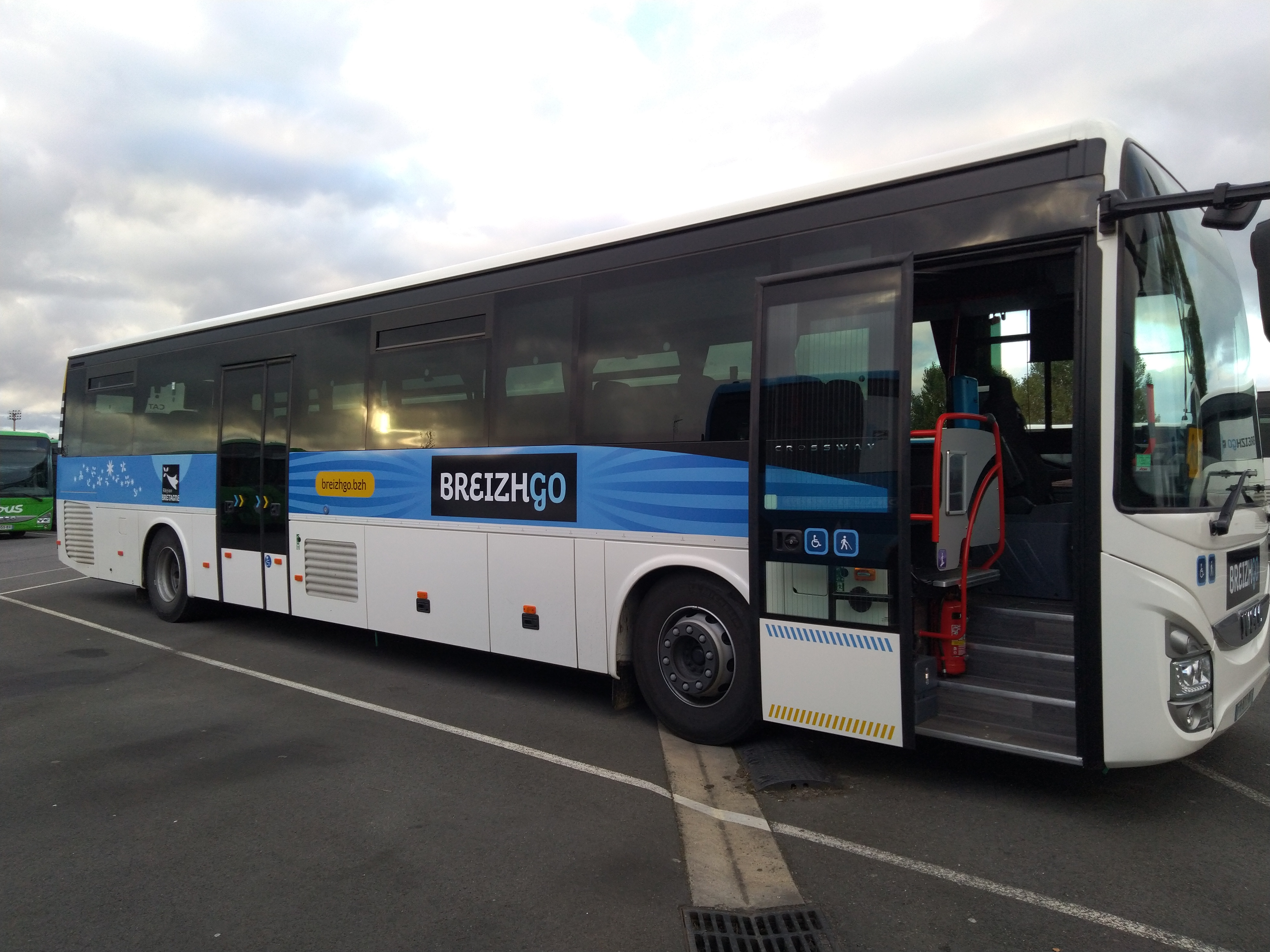
Un Crossway réseau BreizhGo des Côtes-d'Armor.
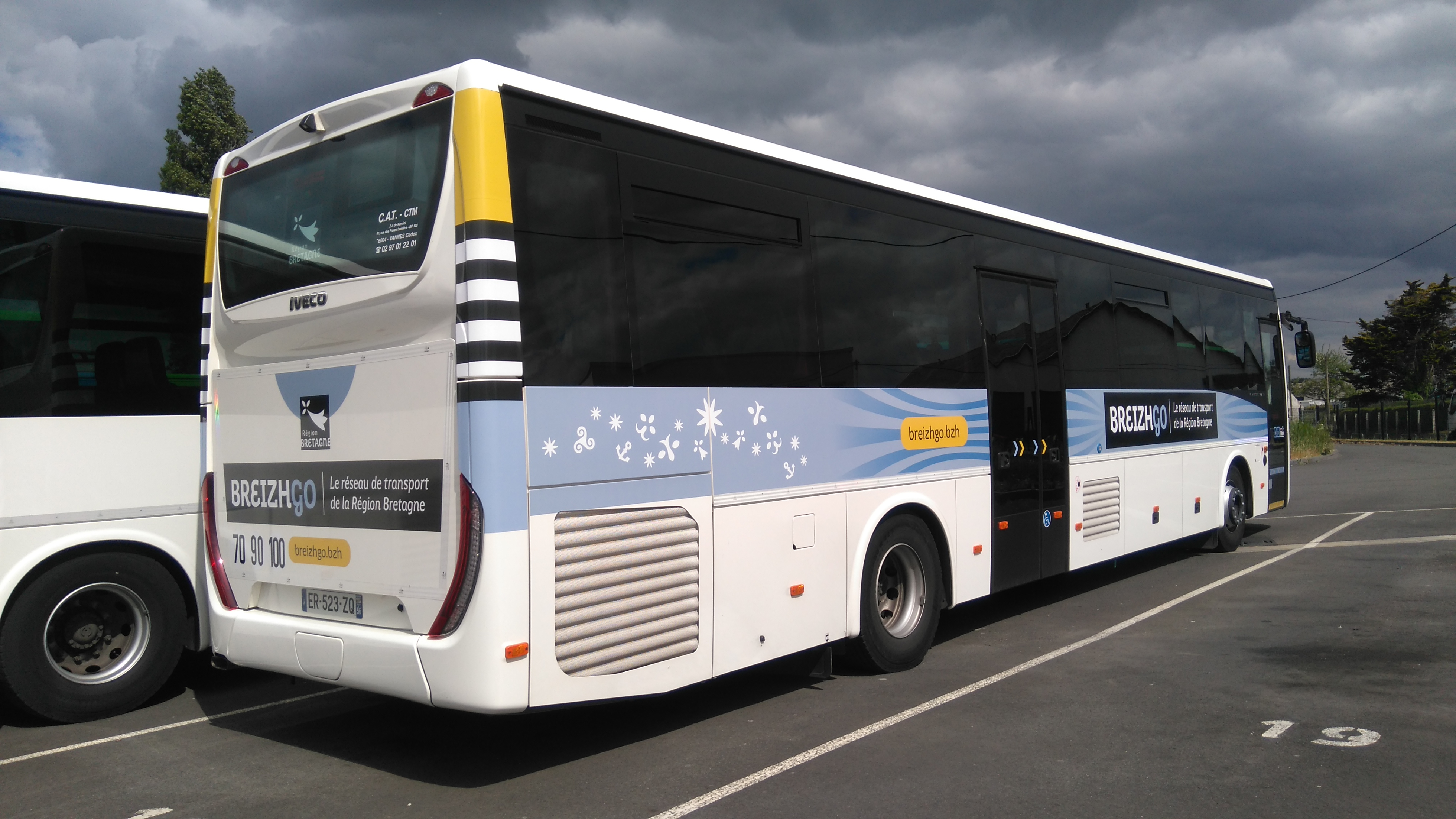
Un Crossway de la ligne Nord-Sud.
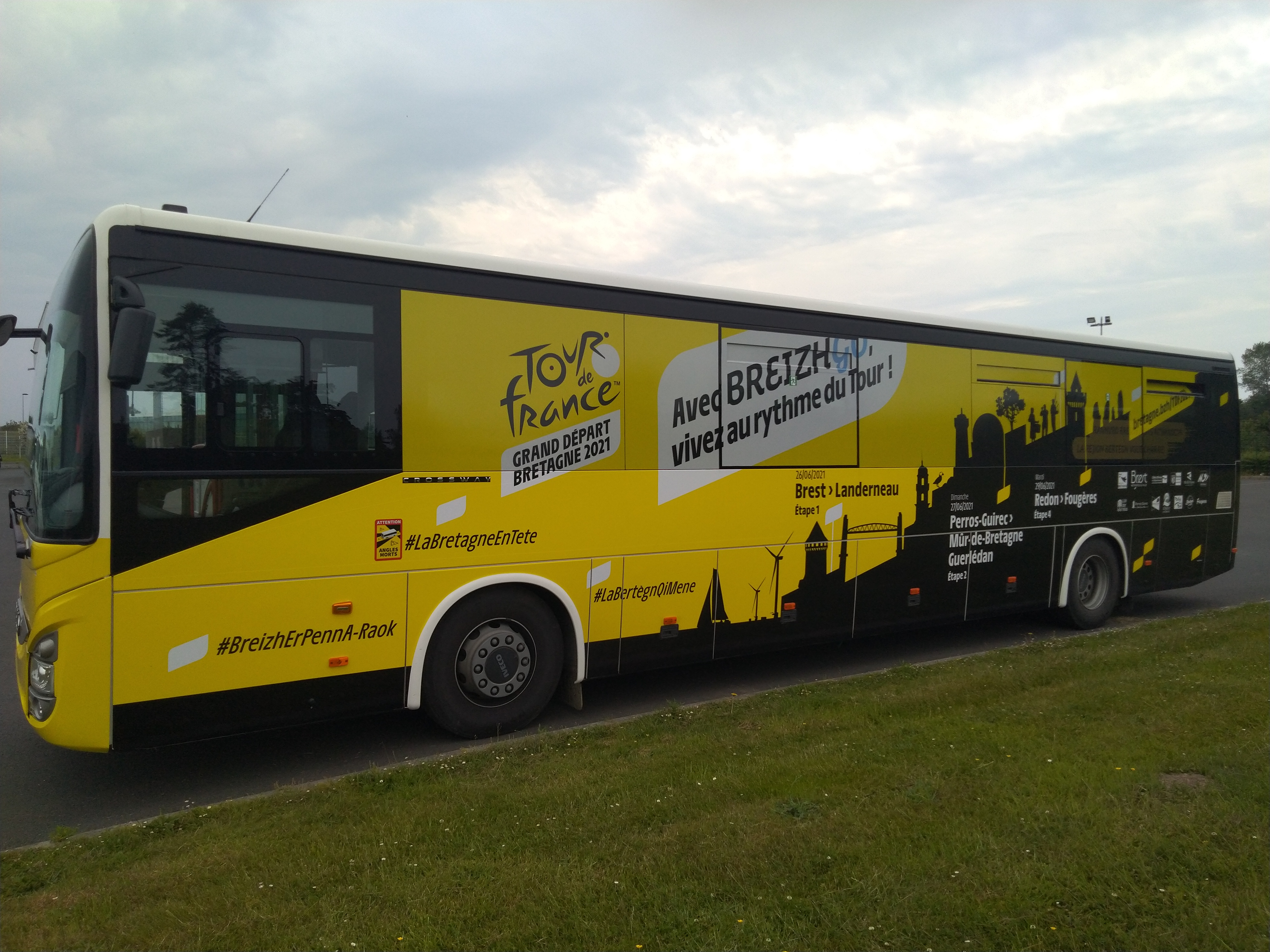
Un Crossway au couleur du Tour de France (juin 2021).
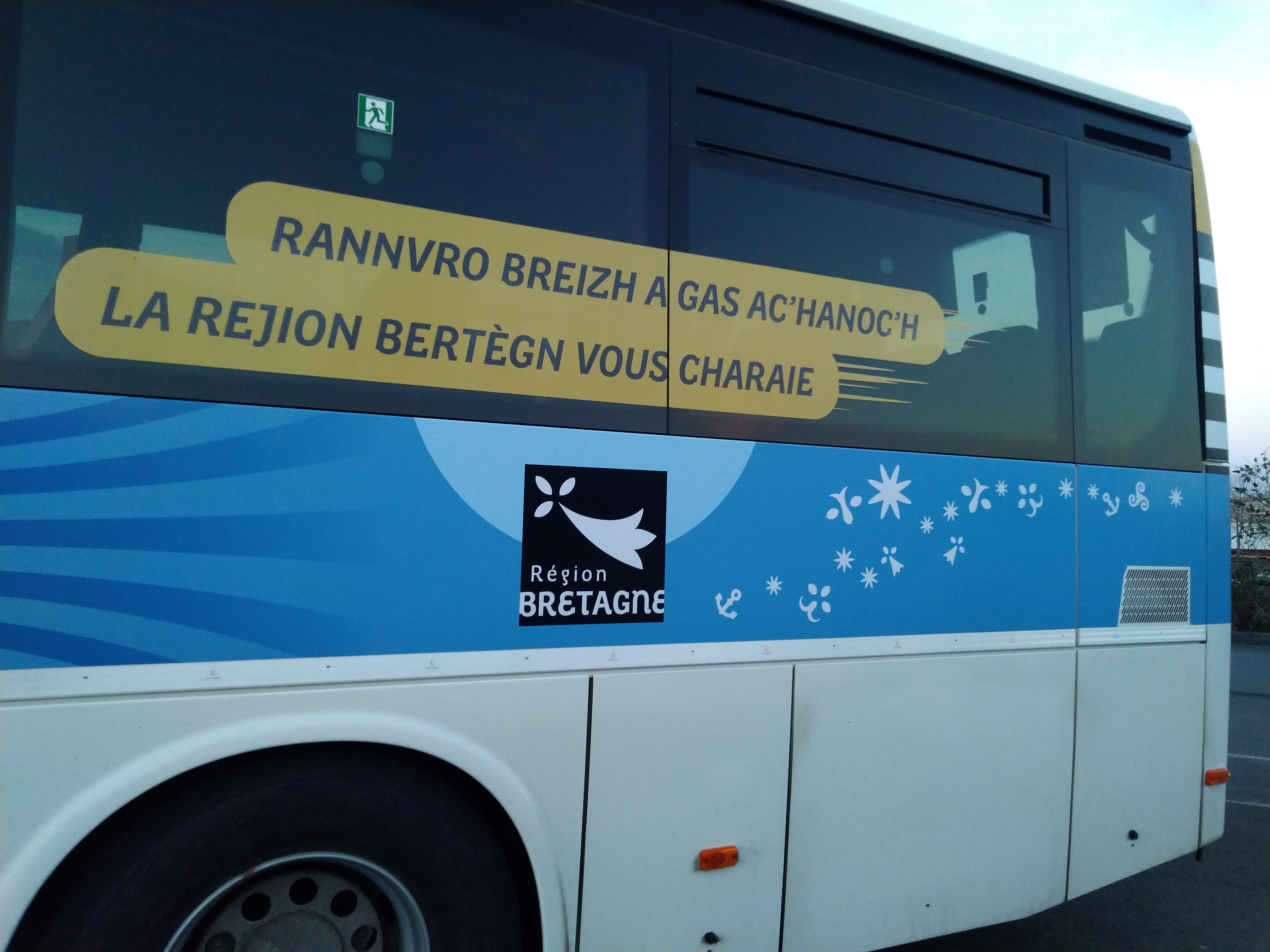
Inscriptions en breton et en gallo.
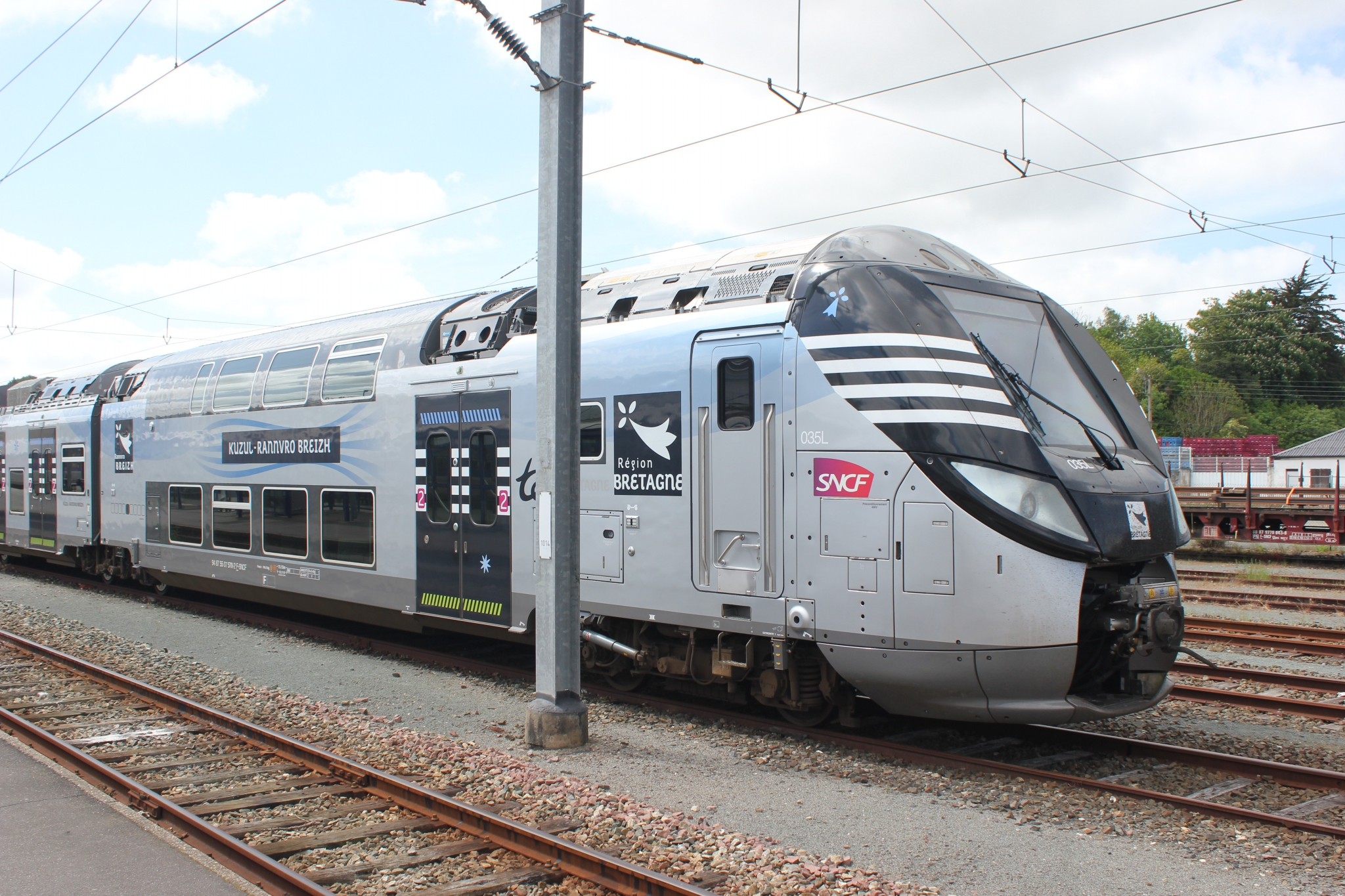
Un Z 55500 disposant de la livrée.

## Les exploitants
Les lignes sont opérés par différents exploitants publics ou privés :
- pour les lignes BreizhGo en Ille-et-Vilaine, on retrouve les compagnies privées Keolis Armor et Transdev TIV et l'opérateur public Illevia ;
- pour les lignes BreizhGo du Morbihan, on retrouve notamment les compagnies privées Transdev CTM, Keolis Atlantique, Bretagne Sud autocars ;
- pour les lignes BreizhGo des Côtes-d'Armor, on retrouve notamment les compagnies privées Transdev CAT 22 et CAT 29, Voyage Rouillard, Jézéquel Tourisme et Keolis Armor.

## Exploitation

### Flotte régionale

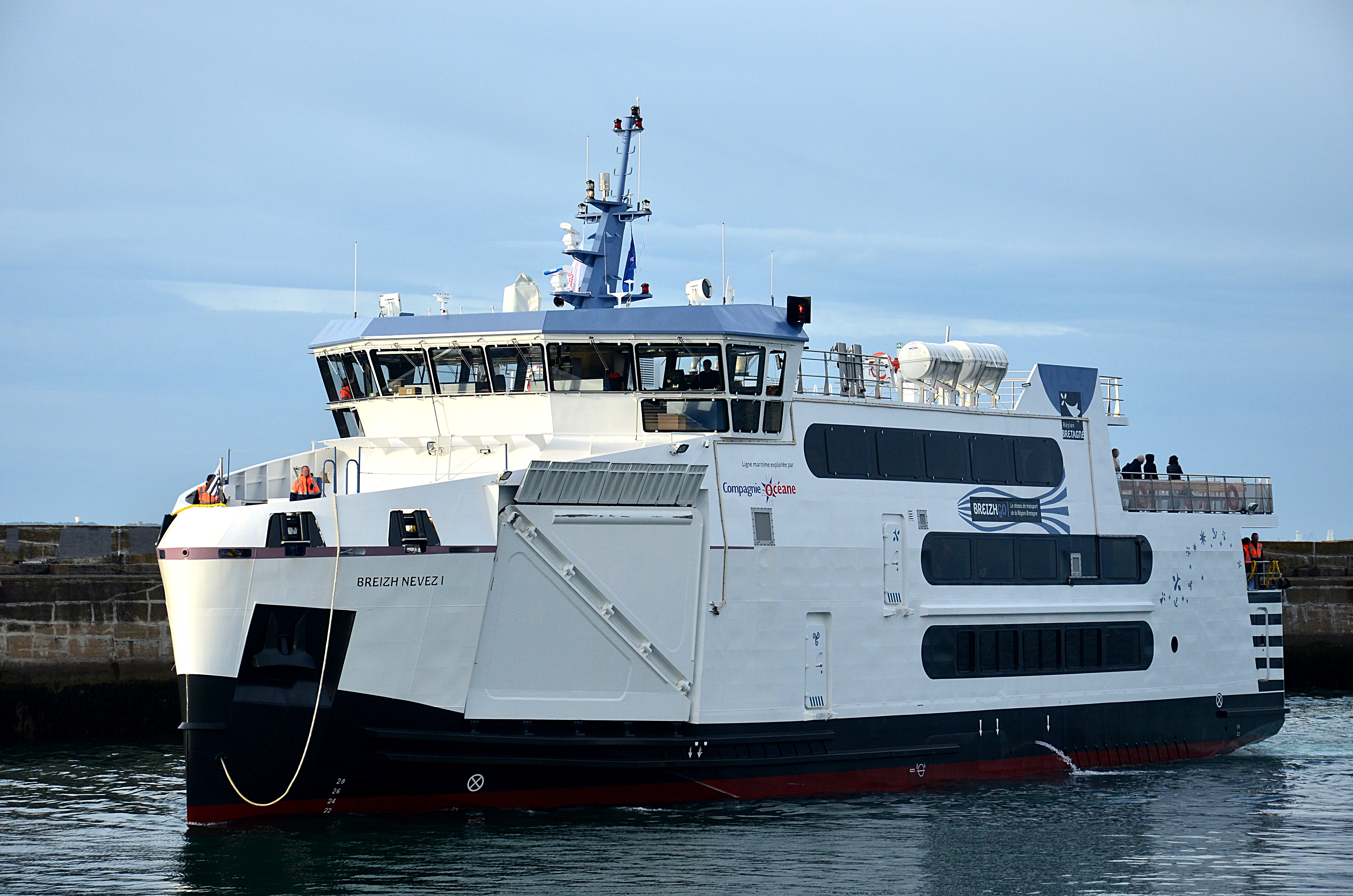
Le Breizh Nevez I avec le logo et les « vagues » de la livrée BreizhGo sur ses flancs.

Le matériel roulant du réseau interurbain est issu des anciens réseaux départementaux, la région reprenant la charge de ces autocars.
Le premier véhicule à avoir reçu la livrée BreizhGo est le roulier Breizh Nevez I de la Compagnie Océane au mois de janvier 2018 ; il ne sera cependant mis en service qu'au mois d'avril suivant. La nouvelle livrée est en cours de déploiement, en mai 2018, sur les navires de la compagnie maritime Penn-ar-Bed.

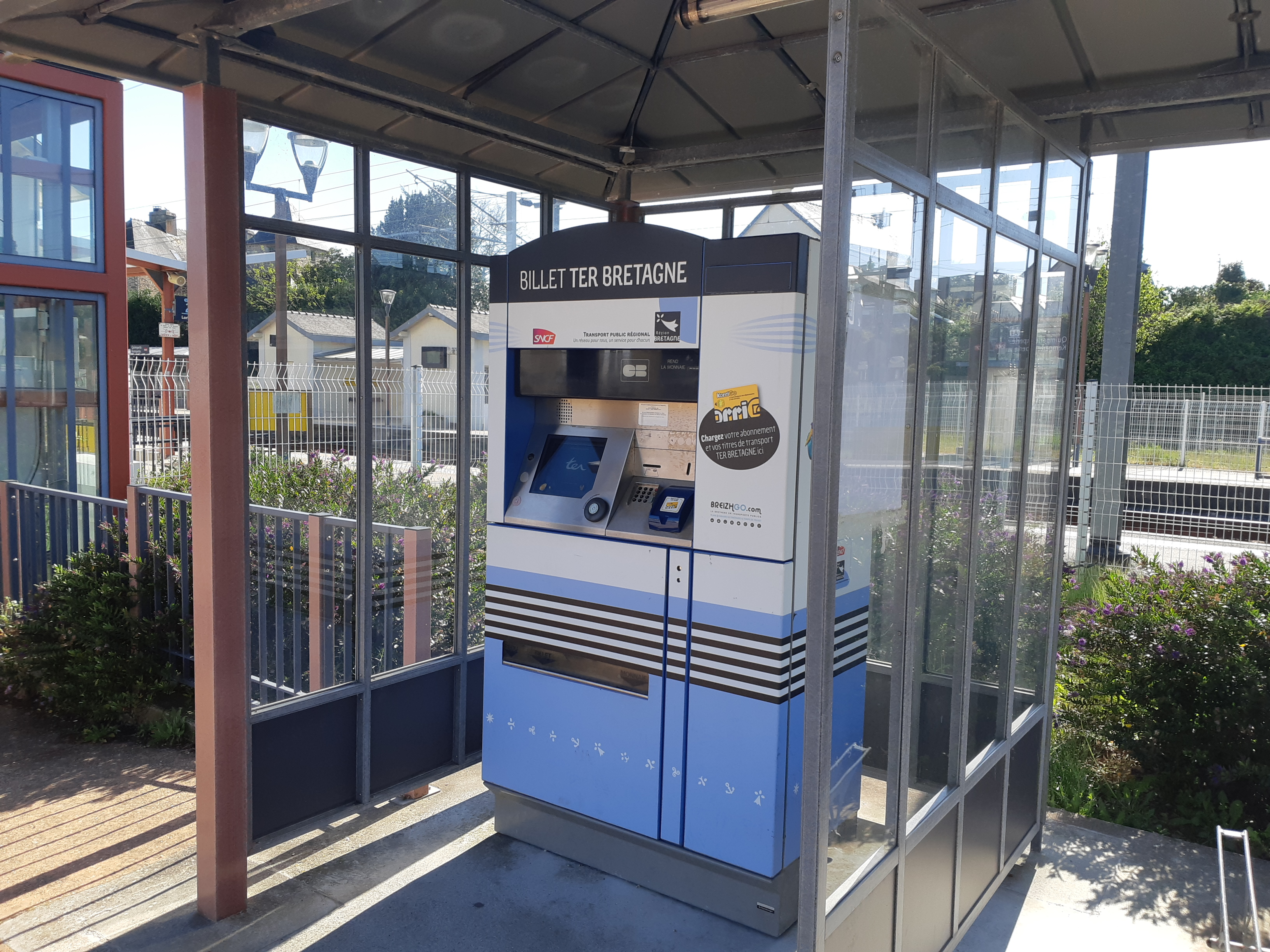
Billetterie TER Bretagne.